# Großer Preis von Italien 1926

Das Autodromo di Milano in seiner befahrenen Version

Der VI. Große Preis von Italien fand am 5. September 1926 auf dem Autodromo di Milano in Monza statt und war letzter und entscheidender Wertungslauf zur zweiten Automobilweltmeisterschaft. Das Rennen wurde unter der geltenden Internationalen Grand-Prix-Rennformel (Rennwagen bis 1,5 Liter Hubraum, Mindestgewicht 600 kg, Karosseriebreite mindestens 80 cm) über 60 Runden à 10,0 km ausgetragen, was einer Gesamtdistanz von 600,0 km entsprach.
Sieger wurde Louis Charavel unter dem Pseudonym Sabipa auf einem Bugatti Type 39A.

## Rennen
Nach den diversen technischen Problemen in den vorangegangenen Rennen verzichteten sowohl Delage als auch Talbot auf ihre Teilnahme am Großen Preis von Italien. Bugatti konnte die Weltmeisterschaft nach zwei Siegen in Frankreich und Spanien und dem zweiten Platz in Großbritannien ohnehin nicht mehr strittig gemacht werden, musste aber gemäß der Ausschreibung zum italienischen Grand Prix antreten, um nicht von der Wertung ausgeschlossen zu werden. Somit machten sich die beiden Stammfahrer Jules Goux und Bartolomeo Costantini und der unter dem Pseudonym Sabipa startende Franzose Louis Charavel mit ihren drei Bugatti Type 39A Grand-Prix-Rennwagen auf die Reise. Anders als beim desaströsen französischen Grand Prix blieb das Team in Monza aber zumindest nicht gänzlich ohne Herausforderer, denn die Gebrüder Maserati, die sich gerade erst von Diatto gelöst und ihre eigene Firma gegründet hatten, nutzten diesen Anlass, um mit ihrem ersten selbst entwickelten Grand-Prix-Modell eine erste Standortbestimmung zu betreiben. Die beiden von Emilio Materassi und Ernesto Maserati gesteuerten Reihenachtzylinder erwiesen sich allerdings noch unzuverlässig und etwas zu übergewichtig. Mit dem deutlich untermotorisierten Chiribiri von Roberto Serboli erhöhte sich die Teilnehmerzahl schließlich auf sechs. Immerhin hatten die Veranstalter wohlweislich entschieden, zeitgleich mit dem Grand-Prix-Lauf auch noch ein „Kleinwagenrennen“ für sogenannte Cyclecars bis 1,1 Liter Hubraum durchzuführen, allerdings nur über 40 statt 60 Runden wie im Hauptrennen.
Dass diese Vorkehrung nur allzu berechtigt war, sollte sich im Rennen schnell herausstellen. Zwar konnte Materassi zu Beginn nacheinander die beiden Bugatti von Goux und „Sabipa“ überholen, musste seinen Maserati dann aber ebenso wie der Firmeninhaber selbst schon nach wenigen gefahrenen Runden abstellen. Somit konnte es Bugatti für die restlichen neun Zehntel des Rennens erneut ganz gelassen angehen, auch wenn Goux nach Hälfte der Distanz ebenfalls noch aufgeben musste. Als nach drei Stunden auch das Kleinwagenrennen – mit André Morel auf Amilcar Type C 6 als Sieger – zu Ende ging, waren die beiden Bugatti von Costantini und „Sabipa“ wie in Frankreich für den Rest des Rennens nun doch wieder ganz allein auf der Strecke. Fünf Runden vor Schluss kam Costantini obendrein an die Box, weil sein Motor in den letzten Zügen lag. Es gelang ihm zwar, die letzten Runden dann doch noch irgendwie zu überstehen, aber nach über vier Stunden recht ereignisloser Fahrt ging der Sieg schließlich an seinen relativ unbekannten französischen Teamkollegen.

## Ergebnisse

### Meldeliste
Grand-Prix-Klasse
| Team                         | Nr. | Fahrer            | Info  | Chassis            | Motor                          | Reifen |
| ---------------------------- | --- | ----------------- | ----- | ------------------ | ------------------------------ | ------ |
| SA des Automobiles Jean-Graf | 01  | Jean Graf         | DNA   | Jean Graf La Perle | CIME 1.5L I6                   |        |
| Automobiles Violet           | 02  | Marcel Violet     | DNA   | Sima-Violet        | Sima-Violet 1.5L F4 Zweitakt   |        |
| Automobiles Violet           | 08  | Michel Doré       | DNA   | Sima-Violet        | Sima-Violet 1.5L F4 Zweitakt   |        |
| Automobiles Violet           | 13  | Max Fourny        | DNA   | Sima-Violet        | Sima-Violet 1.5L F4 Zweitakt   |        |
| Officine Alfieri Maserati    | 03  | Emilio Materassi  |       | Maserati 26        | Maserati 26 1.5L I8 Kompressor | P      |
| Officine Alfieri Maserati    | 09  | Ernesto Maserati  |       | Maserati 26        | Maserati 26 1.5L I8 Kompressor | P      |
| Officine Alfieri Maserati    |     | Guido Meregalli   | RES   |                    |                                | P      |
| Officine Alfieri Maserati    |     | Alfieri Maserati  | RES   |                    |                                | P      |
| Roberto Serboli              | 01  | Roberto Serboli   |       | Chiribiri Monza    | Chiribiri 1.5L I4              |        |
| Officine Meccaniche SA       | 05  | Ferdinando Minoia | DNS a | OM 8C GP           | OM 1.5L I8 Kompressor          | P      |
| Officine Meccaniche SA       | 10  | Giuseppe Morandi  | DNS a | OM 8C GP           | OM 1.5L I8 Kompressor          | P      |
| Officine Meccaniche SA       | 14  | Aymo Maggi        | DNS a | OM 8C GP           | OM 1.5L I8 Kompressor          | P      |
| Officine Meccaniche SA       |     | Renato Balestrero | RES   |                    |                                | P      |
| Automobiles Talbot           | 06  | Albert Divo       | DNA   | Talbot GPLB        | Talbot 1.5L I4 Kompressor      | M      |
| Automobiles Talbot           | 11  | Henry Segrave     | DNA   | Talbot GPLB        | Talbot 1.5L I4 Kompressor      | M      |
| Automobiles Talbot           | 15  | Jules Moriceau    | DNA   | Talbot GPLB        | Talbot 1.5L I4 Kompressor      | M      |
| Automobiles Ettore Bugatti   | 07  | Jules Goux        |       | Bugatti T39A       | Bugatti 1.5L I8 Kompressor     | M      |
| Automobiles Ettore Bugatti   | 12  | Meo Costantini    |       | Bugatti T39A       | Bugatti 1.5L I8 Kompressor     | M      |
| Automobiles Ettore Bugatti   | 15  | Louis Charavel    |       | Bugatti T39A       | Bugatti 1.5L I8 Kompressor     | M      |

Klasse bis 1,1 Liter Hubraum
| Team           | Nr. | Fahrer            | Info | Chassis            | Motor                       | Reifen |
| -------------- | --- | ----------------- | ---- | ------------------ | --------------------------- | ------ |
| Alberto Marino | 21  | Alberto Marino    |      | Marino GS Speziale | CIME 1.1L I4 Kompressor     |        |
| Alberto Marino | 24  | Augusto Trevisani |      | Marino GS Speziale | CIME 1.1L I4 Kompressor     |        |
| Gubernatis     | 22  | Gubernatis        |      | B.N.C. 527         | S.C.A.P. 1.1L I4 Kompressor |        |
| SNA Amilcar    | 23  | André Morel       |      | Amilcar C6         | Amilcar 1.1L I6 Kompressor  |        |
| SNA Amilcar    | 26  | Charles Martin    |      | Amilcar C6         | Amilcar 1.1L I6 Kompressor  |        |
| SNA Amilcar    | 28  | Arthur Duray      |      | Amilcar C6         | Amilcar 1.1L I6 Kompressor  |        |
| Alfred Ducreux | 25  | Alfred Ducreux    | DNA  | B.N.C. 527         | S.C.A.P. 1.1L I4 Kompressor |        |
| Henny de Joncy | 27  | Henny de Joncy    |      | B.N.C. 527         | S.C.A.P. 1.1L I4 Kompressor |        |

### Startaufstellung
Die Startpositionen wurden in der Reihenfolge der Startnummern vergeben.
| Goux     | Serboli    | Materassi   |
|          |            |             |
| Charavel | Costantini | E. Maserati |
|          |            |             |
|          |            |             |
| Morel    | Gubernatis | Marino      |
|          |            |             |
| de Joncy | Martin     | Trevisano   |
|          |            |             |
|          |            | Duray       |

### Rennergebnis
Gran Premio d’Italia
| Pos. | Fahrer           | Konstrukteur | Runden | Stopps | Zeit         | Start | Schnellste Runde | Ausfallgrund    |
| ---- | ---------------- | ------------ | ------ | ------ | ------------ | ----- | ---------------- | --------------- |
| 01   | Louis Charavel   | Bugatti      | 60     |        | 4:20:29,0 h  | 4     |                  |                 |
| 02   | Meo Costantini   | Bugatti      | 60     |        | + 6:32,4 min | 5     | 3:47,0 min       |                 |
| —    | Jules Goux       | Bugatti      | 36     |        | DNF          | 1     |                  | defekte Ölpumpe |
| —    | Roberto Serboli  | Chiribiri    | 27     |        | DNF          | 2     |                  | Wagenbrand      |
| —    | Ernesto Maserati | Maserati     | 5      |        | DNF          | 6     |                  | Kolbenschaden   |
| —    | Emilio Materassi | Maserati     | 3      |        | DNF          | 3     |                  | Kolbenschaden   |

Gran Premio delle Veturette
| Pos. | Fahrer            | Konstrukteur | Runden | Stopps | Zeit          | Start | Schnellste Runde | Ausfallgrund      |
| ---- | ----------------- | ------------ | ------ | ------ | ------------- | ----- | ---------------- | ----------------- |
| 01   | André Morel       | Amilcar      | 40     |        | 3:20:32,4 h   | 3     | 4:19,2 min       |                   |
| 02   | Arthur Duray      | Amilcar      | 40     |        | + 8:44,0 min  | 7     |                  |                   |
| 03   | Henny de Joncy    | B.N.C.       | 40     |        | + 15:33,0 min | 6     |                  |                   |
| —    | Augusto Trevisani | Marino       | 10     |        | DNF           | 4     |                  | Motorschaden      |
| —    | Alberto Marino    | Marino       | 6      |        | DNF           | 1     |                  | Motorschaden      |
| —    | Charles Martin    | Amilcar      | 3      |        | DNF           | 5     |                  | Kompressorschaden |
| —    | Gubernatis        | B.N.C.       | 1      |        | DNF           | 2     |                  |                   |